# SS-Polizei-Regiment 11
Das Polizei-Regiment z.b.V. (zur besonderen Verfügung) wurde während des Zweiten Weltkriegs in der ersten Aufstellungswelle von Polizei-Regimentern nach Beginn des Angriffskrieges gegen die Sowjetunion mit Einheiten der Ordnungspolizei gebildet. Durch eine Neuordnung der Polizeiverbände im Juli 1942 erhielt es eine numerische Zuordnung und Anfang 1943 wurde durch die Hinzufügung SS die strukturelle Zugehörigkeit zur NS-Organisation herausgestellt.

## Polizei-Regiment z.b.V.
Die Aufstellung des Regiments erfolgte etwa Anfang 1942 unter dem Kommando des Oberstleutnant der Schutzpolizei Hans Griep Eine andere Quelle nennt Walter Griep als ersten Kommandeur.
Der Verband operierte in der Ostukraine unter dem Oberbefehl des Höheren SS und Polizei-Führer Gerret Korsemann. Als Einheiten waren das Polizei-Bataillon 304, das Polizei-Bataillon 315 und das Polizei-Bataillon 320 unterstellt.

## Polizei-Regiment 11
Bei der Neuordnung der Polizeiverbände im Juli 1942 wurde dem Regiment die Nr. 11 zugeordnet und die Bataillone erhielten nunmehr die Nummern I, II und III in Verbindung mit der Regiments-Bezeichnung.
Daniel Jonah Goldhagen listet im November/Dezember 1942 für das Gebiet Sluzk und Ende 1942 im Gebiet Plöhnen die Beteiligung an Mordtaten auf, denen 17.000 Juden zum Opfer fielen.

## SS-Polizei-Regiment 11
Am 24. Februar 1943 wurde eine Umbenennung aller Polizei-Regimenter durchgeführt. Diese erhielten nunmehr unter Beibehaltung von Organisationsstruktur und Personalstärke den Zusatz SS in der Namensgebung.
Ende Juni 1943 wurde dem in der Sowjetunion eingesetzten Verband die mit Panzerspähwagen vom Typ Panhard 178 ausgerüstete Polizei-Panzer-Kompanie 10 zugeführt und unterstellt. Die auf zwei Züge verteilten Panzerwagen stammten aus der französischen Kriegsbeute des Deutschen Reichs.
Am 23. August wurde hieraus die Polizei-Panzer-Kompanie 11 gebildet, die neben den Panzerspähwagenzügen auch noch einen weiteren Zug mit französischen Hotchkiss-Panzern (H35/H38/H39) erhielt. Allerdings wurde diese Polizei-Panzer-Kompanie schon kurz nach der Aufstellung am 20. November 1943 nach Kroatien verlegt. Hier blieb die Kompanie bis zum Kriegsende im Einsatz.
Der fehlende Panzerzug der 10. Kompanie wurde letztlich mit erbeuteten sowjetischen T-26 Panzern aufgestellt und trat am 17. März 1944 zum Verband. Im September 1944 wurde die 10. Kompanie herausgelöst und für eine Neuausrüstung nach Wien befohlen.